# Colibași (okręg Aluta)
Colibași – wieś w Rumunii, w okręgu Aluta, w gminie Strejești. W 2011 roku liczyła 531 mieszkańców. 